# Paulo Henriques Britto
Paulo Henriques Britto (Rio de Janeiro, 1951) és poeta, professor i traductor brasiler.
El 1982 va debutar com a poeta amb Liturgia da matéria, seguit de Mínima lírica (1989), Trovar claro(1997), obra amb la que va rebre el Premi Alphonsus de Guimarães de la Fundació Biblioteca Nacional, i Macau (2003), amb la que va rebre el premi Portugal Telecom de Literatura. El 2004 va presentar el llibre de relats breus Paraísos artificiais i el 2007 va publicar Tarde, seguit de Formas do nada, el 2012.
Ha traduït més d'un centenar de llibres, incloent obres de William Faulkner, Elizabeth Bishop, Lord Byron, John Updike, Thomas Pynchon i Charles Dickens. És professor d'escriuptura creativa, traducció i literatura a la Pontifícia Universitat Catòlica de Rio de Janeiro.

## Obres
- 1989 - Liturgia da matéria
- 1989 - Mínima lírica
- 1997 - Trovar claro
- 2003 - Macau
- 2004 - Paraísos artificiais (contes)
- 2007 - Tarde
- 2009 - Eu quero é botar meu bloco na rua
- 2012 - Formas do nada